# 唐納德二世
康斯坦丁之子唐纳德(现代盖尔语： Dòmhnall mac Chòiseim)，汉化称之为唐纳德二世(死于900)，是9世纪晚期皮特克人的国王或苏格兰国王 (阿尔巴)。 他是康斯坦丁一世 (Causantín mac Cináeda)之子。唐纳德的绰号有Dásachtach，"狂人"。

## 生平
唐纳德在吉里思王 (Giric mac Dúngail)死亡或退位后成为皮特克人国王，他即位的时间很不确定，但通常被认为在889年。阿尔巴国王纪事说：
君士坦丁的儿子唐纳德统治王国11年[889–900]。维京人在这时经常入侵王国。他统治期间，苏格兰和挪威展开过一次大战，最后以苏格兰胜利告终。他在Opidum Fother[今邓诺特 ]被外邦人杀害死。
有人建议进攻邓诺特，他在邓诺特作战时可能苏格兰遭受了金发哈拉尔的袭击并导致唐纳德的死亡。但也可能是被斯堪的纳维亚人杀害于福里斯。唐纳德在900年死亡，他是第一个使用阿尔巴国王的皮特克人国王。他被葬在伊俄纳岛。
由于疆土的扩大，他将皮特克人国王 改为阿尔巴国王。但历史学家认为阿尔巴国王是他的绰号。一般认为在君士坦丁二世在位时，阿尔巴国王才作为正式头衔使用，也有人认为在吉里思王在位时正式头衔已是阿尔巴国王。
阿尔巴纪事记载唐纳德死后，他的堂弟君士坦丁继承了王位。唐纳德的儿子马尔科姆 (Máel Coluim mac Domnall)后来成为阿尔巴国王。